# Harold Amaru
Harold Amaru (Polinesia Francesa, 23 de abril de 1970) es un exfutbolista de Polinesia Francesa que jugaba en la posición de delantero.

## Carrera

### Club
Jugó toda su carrera con el AS Pirae de 1990 a 2001, equipo con el que fue campeón nacional en cuatro ocasiones, ganó cuatro títulos de copa, un torneo de campeones y una copa internacional.

### Selección nacional
Jugó para Tahití en 16 ocasiones de 1992 a 2001 y anotó tres goles; participó en dos ediciones de la Copa de las Naciones de la OFC.

## Logros
- Primera División de Tahití (4): 1991, 1993, 1994, 2001
- Copa de Tahití (4): 1994, 1996, 1999, 2000
- Supercopa de Tahití (1): 1996
- Copa de Territorios Franceses del Pacífico (1): 2001